# Alexandre du Chayla
Graf Armand Alexandre de Blanquet du Chayla (geboren 25. März 1885 in Saint-Légier-La Chiésaz; gestorben 1947 in La Tour-en-Faucigny) war ein französischer Adliger.

## Leben
Du Chayla wurde als Abkömmling einer katholischen Lyoner Adelsfamilie geboren. Nachdem er um 1905 zur Orthodoxen Kirche konvertiert sein soll, bereiste er 1909 Russland und ließ sich im Kloster Optina Pustyn nieder. Hier lebte zur gleichen Zeit auch Sergej Nilus. Dieser, so behauptete du Chayla später, habe ihm anvertraut, wahrer Herausgeber der Protokolle der Weisen von Zion zu sein, nachdem er ein entsprechendes Manuskript von Pjotr Ratschkowski, dem Leiter der Auslandsabteilung des russischen Geheimdienstes Ochrana, erhalten hatte.
Bis 1920 führte du Chayla ein bewegtes Leben hauptsächlich in Russland, nahm am Russischen Bürgerkrieg teil, wurde 1920 verhaftet und sollte exekutiert werden. Unter abenteuerlichen Umständen kam er frei und kehrte nach Lyon zurück. Aus dieser Zeit gibt es Schilderungen, die du Chayla als Antisemiten und Gegner der Freimaurer bezeichnen. Anscheinend veränderte sich seine Einstellung später, da er sich in den zwanziger und dreißiger Jahren gegen Faschismus und Antisemitismus geäußert haben und Mitglied einer Freimaurerloge gewesen sein soll.
Am 29. Oktober 1934 trat er als Zeuge der Kläger im Berner Prozess auf. In seiner Expertise mit dem Titel Souvenirs sur S.A. Nilus et les origines des 'Protocoles des Sages de Sion' (1909-1920), die weitgehend identisch mit seinen 1921 veröffentlichten Erinnerungen war, behauptete er, von Sergej Nilus in die wahre Herkunft der Protokolle eingeweiht worden zu sein.
Viele der biografischen Daten du Chaylas sind allerdings umstritten, vor allem auch der Wahrheitsgehalt seiner Aussagen beim Berner Prozess.